# غرد باسك
غرد باسك هي قرية في مقاطعة بيرانشهر، إيران. عدد سكان هذه القرية هو 239 في سنة 2006.